# Simon Stevin (schip, 2012)
De Simon Stevin wordt ingezet voor academisch kustgebonden oceanografisch onderzoek in de Zuidelijke Bocht van de Noordzee en het oostelijk deel van het Kanaal. Het dient ook als trainingsplatform voor studenten uit de mariene wetenschappelijke en maritieme opleidingen en als testplatform voor nieuwe technologieën. Educatieve tochten voor scholieren en basisscholen staan eveneens op het programma. Het schip vaart onder Belgische vlag en is geregistreerd in Oostende. Er worden hoofdzakelijk dagoperaties uitgevoerd, maar ook meerdaagse reizen kunnen ingepland worden.
Het schip ondersteunt een breed spectrum aan zeewetenschappelijk onderzoek. Het marien onderzoek in Vlaanderen wordt uitgevoerd aan de universiteiten en wetenschappelijke instellingen en is multidisciplinair, gaande van fysische oceanografie, visserijonderzoek, mariene biologie, microbiologie, chemie, technologie, archeologie tot aardwetenschappen.
Het schip beantwoordt aan de noden van de verscheidene mariene onderzoeksdisciplines, is uitgerust met alle standaard staalnameapparatuur en met hoogtechnologische sonartechnieken die stroommetingen (akoestische stroommeter) en karakterisering van de bodem toelaten (multibeam). Een hoogaccurate plaatsbepaling wordt verzekerd door een dynamisch positioneringssysteem. Een dieselelektrische aandrijving biedt de mogelijkheid om te varen als ‘stil schip’ waardoor alle akoestische meetinstrumenten optimaal benut kunnen worden.
De bouw van het onderzoeksschip werd gefinancierd door de Vlaamse overheid. VLOOT dab, de reder van de Vlaamse overheid, is verantwoordelijk voor de operationaliteit van het vaartuig en het VLIZ, Vlaams Instituut voor de Zee, is verantwoordelijk voor het wetenschappelijke programma en het beheer van de onderzoeksapparatuur.